# 1346
Portal Geschichte | Portal Biografien | Aktuelle Ereignisse | Jahreskalender | Tagesartikel

◄ |
13. Jahrhundert |
14. Jahrhundert
| 15. Jahrhundert | ►

◄ |
1310er |
1320er |
1330er |
1340er
| 1350er | 1360er | 1370er | ►

◄◄ |
◄ |
1342 |
1343 |
1344 |
1345 |
1346
| 1347 | 1348 | 1349 | 1350 | ► | ►►
Staatsoberhäupter  · Nekrolog
| Januar | Januar | Januar | Januar | Januar | Januar | Januar | Januar |
| Kw     | Mo     | Di     | Mi     | Do     | Fr     | Sa     | So     |
| ------ | ------ | ------ | ------ | ------ | ------ | ------ | ------ |
| 52     |        |        |        |        |        |        | 1      |
| 1      | 2      | 3      | 4      | 5      | 6      | 7      | 8      |
| 2      | 9      | 10     | 11     | 12     | 13     | 14     | 15     |
| 3      | 16     | 17     | 18     | 19     | 20     | 21     | 22     |
| 4      | 23     | 24     | 25     | 26     | 27     | 28     | 29     |
| 5      | 30     | 31     |        |        |        |        |        |

| Februar | Februar | Februar | Februar | Februar | Februar | Februar | Februar |
| Kw      | Mo      | Di      | Mi      | Do      | Fr      | Sa      | So      |
| ------- | ------- | ------- | ------- | ------- | ------- | ------- | ------- |
| 5       |         |         | 1       | 2       | 3       | 4       | 5       |
| 6       | 6       | 7       | 8       | 9       | 10      | 11      | 12      |
| 7       | 13      | 14      | 15      | 16      | 17      | 18      | 19      |
| 8       | 20      | 21      | 22      | 23      | 24      | 25      | 26      |
| 9       | 27      | 28      |         |         |         |         |         |

| März | März | März | März | März | März | März | März |
| Kw   | Mo   | Di   | Mi   | Do   | Fr   | Sa   | So   |
| ---- | ---- | ---- | ---- | ---- | ---- | ---- | ---- |
| 9    |      |      | 1    | 2    | 3    | 4    | 5    |
| 10   | 6    | 7    | 8    | 9    | 10   | 11   | 12   |
| 11   | 13   | 14   | 15   | 16   | 17   | 18   | 19   |
| 12   | 20   | 21   | 22   | 23   | 24   | 25   | 26   |
| 13   | 27   | 28   | 29   | 30   | 31   |      |      |

| April | April | April | April | April | April | April | April |
| Kw    | Mo    | Di    | Mi    | Do    | Fr    | Sa    | So    |
| ----- | ----- | ----- | ----- | ----- | ----- | ----- | ----- |
| 13    |       |       |       |       |       | 1     | 2     |
| 14    | 3     | 4     | 5     | 6     | 7     | 8     | 9     |
| 15    | 10    | 11    | 12    | 13    | 14    | 15    | 16    |
| 16    | 17    | 18    | 19    | 20    | 21    | 22    | 23    |
| 17    | 24    | 25    | 26    | 27    | 28    | 29    | 30    |

| Mai | Mai | Mai | Mai | Mai | Mai | Mai | Mai |
| Kw  | Mo  | Di  | Mi  | Do  | Fr  | Sa  | So  |
| --- | --- | --- | --- | --- | --- | --- | --- |
| 18  | 1   | 2   | 3   | 4   | 5   | 6   | 7   |
| 19  | 8   | 9   | 10  | 11  | 12  | 13  | 14  |
| 20  | 15  | 16  | 17  | 18  | 19  | 20  | 21  |
| 21  | 22  | 23  | 24  | 25  | 26  | 27  | 28  |
| 22  | 29  | 30  | 31  |     |     |     |     |

| Juni | Juni | Juni | Juni | Juni | Juni | Juni | Juni |
| Kw   | Mo   | Di   | Mi   | Do   | Fr   | Sa   | So   |
| ---- | ---- | ---- | ---- | ---- | ---- | ---- | ---- |
| 22   |      |      |      | 1    | 2    | 3    | 4    |
| 23   | 5    | 6    | 7    | 8    | 9    | 10   | 11   |
| 24   | 12   | 13   | 14   | 15   | 16   | 17   | 18   |
| 25   | 19   | 20   | 21   | 22   | 23   | 24   | 25   |
| 26   | 26   | 27   | 28   | 29   | 30   |      |      |

| Juli | Juli | Juli | Juli | Juli | Juli | Juli | Juli |
| Kw   | Mo   | Di   | Mi   | Do   | Fr   | Sa   | So   |
| ---- | ---- | ---- | ---- | ---- | ---- | ---- | ---- |
| 26   |      |      |      |      |      | 1    | 2    |
| 27   | 3    | 4    | 5    | 6    | 7    | 8    | 9    |
| 28   | 10   | 11   | 12   | 13   | 14   | 15   | 16   |
| 29   | 17   | 18   | 19   | 20   | 21   | 22   | 23   |
| 30   | 24   | 25   | 26   | 27   | 28   | 29   | 30   |
| 31   | 31   |      |      |      |      |      |      |

| August | August | August | August | August | August | August | August |
| Kw     | Mo     | Di     | Mi     | Do     | Fr     | Sa     | So     |
| ------ | ------ | ------ | ------ | ------ | ------ | ------ | ------ |
| 31     |        | 1      | 2      | 3      | 4      | 5      | 6      |
| 32     | 7      | 8      | 9      | 10     | 11     | 12     | 13     |
| 33     | 14     | 15     | 16     | 17     | 18     | 19     | 20     |
| 34     | 21     | 22     | 23     | 24     | 25     | 26     | 27     |
| 35     | 28     | 29     | 30     | 31     |        |        |        |

| September | September | September | September | September | September | September | September |
| Kw        | Mo        | Di        | Mi        | Do        | Fr        | Sa        | So        |
| --------- | --------- | --------- | --------- | --------- | --------- | --------- | --------- |
| 35        |           |           |           |           | 1         | 2         | 3         |
| 36        | 4         | 5         | 6         | 7         | 8         | 9         | 10        |
| 37        | 11        | 12        | 13        | 14        | 15        | 16        | 17        |
| 38        | 18        | 19        | 20        | 21        | 22        | 23        | 24        |
| 39        | 25        | 26        | 27        | 28        | 29        | 30        |           |

| Oktober | Oktober | Oktober | Oktober | Oktober | Oktober | Oktober | Oktober |
| Kw      | Mo      | Di      | Mi      | Do      | Fr      | Sa      | So      |
| ------- | ------- | ------- | ------- | ------- | ------- | ------- | ------- |
| 39      |         |         |         |         |         |         | 1       |
| 40      | 2       | 3       | 4       | 5       | 6       | 7       | 8       |
| 41      | 9       | 10      | 11      | 12      | 13      | 14      | 15      |
| 42      | 16      | 17      | 18      | 19      | 20      | 21      | 22      |
| 43      | 23      | 24      | 25      | 26      | 27      | 28      | 29      |
| 44      | 30      | 31      |         |         |         |         |         |

| November | November | November | November | November | November | November | November |
| Kw       | Mo       | Di       | Mi       | Do       | Fr       | Sa       | So       |
| -------- | -------- | -------- | -------- | -------- | -------- | -------- | -------- |
| 44       |          |          | 1        | 2        | 3        | 4        | 5        |
| 45       | 6        | 7        | 8        | 9        | 10       | 11       | 12       |
| 46       | 13       | 14       | 15       | 16       | 17       | 18       | 19       |
| 47       | 20       | 21       | 22       | 23       | 24       | 25       | 26       |
| 48       | 27       | 28       | 29       | 30       |          |          |          |

| Dezember | Dezember | Dezember | Dezember | Dezember | Dezember | Dezember | Dezember |
| Kw       | Mo       | Di       | Mi       | Do       | Fr       | Sa       | So       |
| -------- | -------- | -------- | -------- | -------- | -------- | -------- | -------- |
| 48       |          |          |          |          | 1        | 2        | 3        |
| 49       | 4        | 5        | 6        | 7        | 8        | 9        | 10       |
| 50       | 11       | 12       | 13       | 14       | 15       | 16       | 17       |
| 51       | 18       | 19       | 20       | 21       | 22       | 23       | 24       |
| 52       | 25       | 26       | 27       | 28       | 29       | 30       | 31       |

| Januar | Januar | Januar | Januar | Januar | Januar | Januar | Januar |
| Kw     | Mo     | Di     | Mi     | Do     | Fr     | Sa     | So     |
| ------ | ------ | ------ | ------ | ------ | ------ | ------ | ------ |
| 52     |        |        |        |        |        |        | 1      |
| 1      | 2      | 3      | 4      | 5      | 6      | 7      | 8      |
| 2      | 9      | 10     | 11     | 12     | 13     | 14     | 15     |
| 3      | 16     | 17     | 18     | 19     | 20     | 21     | 22     |
| 4      | 23     | 24     | 25     | 26     | 27     | 28     | 29     |
| 5      | 30     | 31     |        |        |        |        |        |

| Februar | Februar | Februar | Februar | Februar | Februar | Februar | Februar |
| Kw      | Mo      | Di      | Mi      | Do      | Fr      | Sa      | So      |
| ------- | ------- | ------- | ------- | ------- | ------- | ------- | ------- |
| 5       |         |         | 1       | 2       | 3       | 4       | 5       |
| 6       | 6       | 7       | 8       | 9       | 10      | 11      | 12      |
| 7       | 13      | 14      | 15      | 16      | 17      | 18      | 19      |
| 8       | 20      | 21      | 22      | 23      | 24      | 25      | 26      |
| 9       | 27      | 28      |         |         |         |         |         |

| März | März | März | März | März | März | März | März |
| Kw   | Mo   | Di   | Mi   | Do   | Fr   | Sa   | So   |
| ---- | ---- | ---- | ---- | ---- | ---- | ---- | ---- |
| 9    |      |      | 1    | 2    | 3    | 4    | 5    |
| 10   | 6    | 7    | 8    | 9    | 10   | 11   | 12   |
| 11   | 13   | 14   | 15   | 16   | 17   | 18   | 19   |
| 12   | 20   | 21   | 22   | 23   | 24   | 25   | 26   |
| 13   | 27   | 28   | 29   | 30   | 31   |      |      |

| April | April | April | April | April | April | April | April |
| Kw    | Mo    | Di    | Mi    | Do    | Fr    | Sa    | So    |
| ----- | ----- | ----- | ----- | ----- | ----- | ----- | ----- |
| 13    |       |       |       |       |       | 1     | 2     |
| 14    | 3     | 4     | 5     | 6     | 7     | 8     | 9     |
| 15    | 10    | 11    | 12    | 13    | 14    | 15    | 16    |
| 16    | 17    | 18    | 19    | 20    | 21    | 22    | 23    |
| 17    | 24    | 25    | 26    | 27    | 28    | 29    | 30    |

| Mai | Mai | Mai | Mai | Mai | Mai | Mai | Mai |
| Kw  | Mo  | Di  | Mi  | Do  | Fr  | Sa  | So  |
| --- | --- | --- | --- | --- | --- | --- | --- |
| 18  | 1   | 2   | 3   | 4   | 5   | 6   | 7   |
| 19  | 8   | 9   | 10  | 11  | 12  | 13  | 14  |
| 20  | 15  | 16  | 17  | 18  | 19  | 20  | 21  |
| 21  | 22  | 23  | 24  | 25  | 26  | 27  | 28  |
| 22  | 29  | 30  | 31  |     |     |     |     |

| Juni | Juni | Juni | Juni | Juni | Juni | Juni | Juni |
| Kw   | Mo   | Di   | Mi   | Do   | Fr   | Sa   | So   |
| ---- | ---- | ---- | ---- | ---- | ---- | ---- | ---- |
| 22   |      |      |      | 1    | 2    | 3    | 4    |
| 23   | 5    | 6    | 7    | 8    | 9    | 10   | 11   |
| 24   | 12   | 13   | 14   | 15   | 16   | 17   | 18   |
| 25   | 19   | 20   | 21   | 22   | 23   | 24   | 25   |
| 26   | 26   | 27   | 28   | 29   | 30   |      |      |

| Juli | Juli | Juli | Juli | Juli | Juli | Juli | Juli |
| Kw   | Mo   | Di   | Mi   | Do   | Fr   | Sa   | So   |
| ---- | ---- | ---- | ---- | ---- | ---- | ---- | ---- |
| 26   |      |      |      |      |      | 1    | 2    |
| 27   | 3    | 4    | 5    | 6    | 7    | 8    | 9    |
| 28   | 10   | 11   | 12   | 13   | 14   | 15   | 16   |
| 29   | 17   | 18   | 19   | 20   | 21   | 22   | 23   |
| 30   | 24   | 25   | 26   | 27   | 28   | 29   | 30   |
| 31   | 31   |      |      |      |      |      |      |

| August | August | August | August | August | August | August | August |
| Kw     | Mo     | Di     | Mi     | Do     | Fr     | Sa     | So     |
| ------ | ------ | ------ | ------ | ------ | ------ | ------ | ------ |
| 31     |        | 1      | 2      | 3      | 4      | 5      | 6      |
| 32     | 7      | 8      | 9      | 10     | 11     | 12     | 13     |
| 33     | 14     | 15     | 16     | 17     | 18     | 19     | 20     |
| 34     | 21     | 22     | 23     | 24     | 25     | 26     | 27     |
| 35     | 28     | 29     | 30     | 31     |        |        |        |

| September | September | September | September | September | September | September | September |
| Kw        | Mo        | Di        | Mi        | Do        | Fr        | Sa        | So        |
| --------- | --------- | --------- | --------- | --------- | --------- | --------- | --------- |
| 35        |           |           |           |           | 1         | 2         | 3         |
| 36        | 4         | 5         | 6         | 7         | 8         | 9         | 10        |
| 37        | 11        | 12        | 13        | 14        | 15        | 16        | 17        |
| 38        | 18        | 19        | 20        | 21        | 22        | 23        | 24        |
| 39        | 25        | 26        | 27        | 28        | 29        | 30        |           |

| Oktober | Oktober | Oktober | Oktober | Oktober | Oktober | Oktober | Oktober |
| Kw      | Mo      | Di      | Mi      | Do      | Fr      | Sa      | So      |
| ------- | ------- | ------- | ------- | ------- | ------- | ------- | ------- |
| 39      |         |         |         |         |         |         | 1       |
| 40      | 2       | 3       | 4       | 5       | 6       | 7       | 8       |
| 41      | 9       | 10      | 11      | 12      | 13      | 14      | 15      |
| 42      | 16      | 17      | 18      | 19      | 20      | 21      | 22      |
| 43      | 23      | 24      | 25      | 26      | 27      | 28      | 29      |
| 44      | 30      | 31      |         |         |         |         |         |

| November | November | November | November | November | November | November | November |
| Kw       | Mo       | Di       | Mi       | Do       | Fr       | Sa       | So       |
| -------- | -------- | -------- | -------- | -------- | -------- | -------- | -------- |
| 44       |          |          | 1        | 2        | 3        | 4        | 5        |
| 45       | 6        | 7        | 8        | 9        | 10       | 11       | 12       |
| 46       | 13       | 14       | 15       | 16       | 17       | 18       | 19       |
| 47       | 20       | 21       | 22       | 23       | 24       | 25       | 26       |
| 48       | 27       | 28       | 29       | 30       |          |          |          |

| Dezember | Dezember | Dezember | Dezember | Dezember | Dezember | Dezember | Dezember |
| Kw       | Mo       | Di       | Mi       | Do       | Fr       | Sa       | So       |
| -------- | -------- | -------- | -------- | -------- | -------- | -------- | -------- |
| 48       |          |          |          |          | 1        | 2        | 3        |
| 49       | 4        | 5        | 6        | 7        | 8        | 9        | 10       |
| 50       | 11       | 12       | 13       | 14       | 15       | 16       | 17       |
| 51       | 18       | 19       | 20       | 21       | 22       | 23       | 24       |
| 52       | 25       | 26       | 27       | 28       | 29       | 30       | 31       |

## Ereignisse

### Politik und Weltgeschehen

#### Heiliges Römisches Reich
- 13. April: Papst Clemens VI. verhängt nochmals Bann und Interdikt über Ludwig IV. mit den Worten: Möge Ludwig in eine Fallgrube geraten, die er nicht sieht … Der Herr schlage ihn mit Wahnsinn, Blindheit und Raserei … Die Erde öffne sich und verschlinge ihn lebendig.

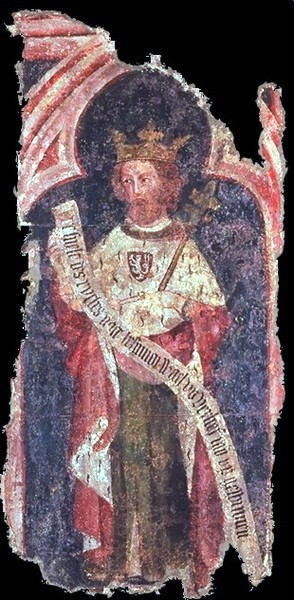
Karl IV., Wandbild um 1360/70

- 11. Juli: Der Luxemburger Karl von Böhmen wird in Rhens von fünf Kurfürsten im Einvernehmen mit Clemens VI. zum Gegenkönig von Ludwig IV. gewählt.
- 21. August: Der Oberlausitzer Sechsstädtebund entsteht als Zusammenschluss gegen das regionale Raubrittertum. Der Bund der Städte Bautzen, Görlitz, Kamenz, Lauban, Löbau und Zittau bleibt später bestehen und wird erst im Jahr 1806 aufgelöst.
- 27. August: Am Tag des heiligen Rufus wird Karl IV. von Luxemburg gekrönt. Diese Krönung hat allerdings keine Approbation vom Papst und wird auch von den Wittelsbachern nicht anerkannt.
- Ludwig der Bayer bereitet sich mit der Unterstützung der deutschen Städte auf die Verteidigung seiner Ansprüche vor.

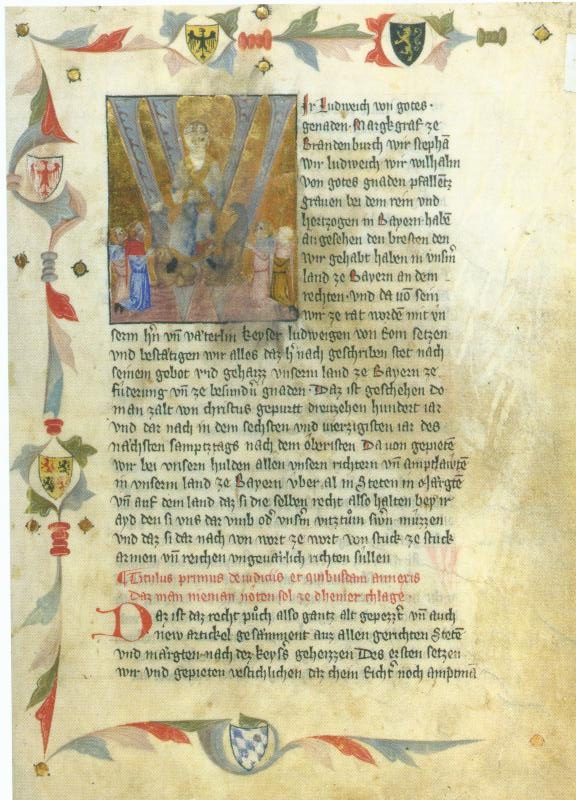
Titelseite des Oberbayerischen Landrechts, Kaiser Ludwig auf dem Thron

- Ludwig der Bayer erlässt für das Herzogtum Oberbayern das Oberbayerische Landrecht von 1346.

#### Hundertjähriger Krieg
- 9. Juni: Die Schlacht von Saint-Pol-de-Léon im Bretonischen Erbfolgekrieg endet mit einem englischen Sieg.
- 11. Juli: König Edward III. von England überquert mit einer Flotte von Südengland aus den Ärmelkanal und landet am nächsten Tag in Saint-Vaast-la-Hougue, etwa 25 km von Cherbourg entfernt. Von hier aus beginnt er seinen Feldzug durch die Normandie. Edwards Armee besteht vorwiegend aus englischen und walisischen Soldaten, einigen deutschen und bretonischen Söldnern sowie normannischen Adeligen und ihren Bewaffneten, die mit der Herrschaft des französischen Königs Philipp VI. unzufrieden sind. Die englische Armee marschiert vom Landepunkt aus südwärts, wobei es Edwards Ziel ist, eine Chevauchée quer durch das feindliche Territorium bis nach Caen zu führen. Seine Soldaten plündern und brandschatzen auf ihrem Weg die Städte Carentan, Saint-Lô und Torteval, wodurch die französische Moral und Kampfkraft zerstört werden soll. Mit der Eroberung von Caen hofft Edward schließlich seine enormen Ausgaben für den Feldzug ausgleichen zu können und zugleich den Kampfeswillen der französischen Krone durch die Einnahme und Zerstörung dieser bedeutsamen Stadt zu brechen.

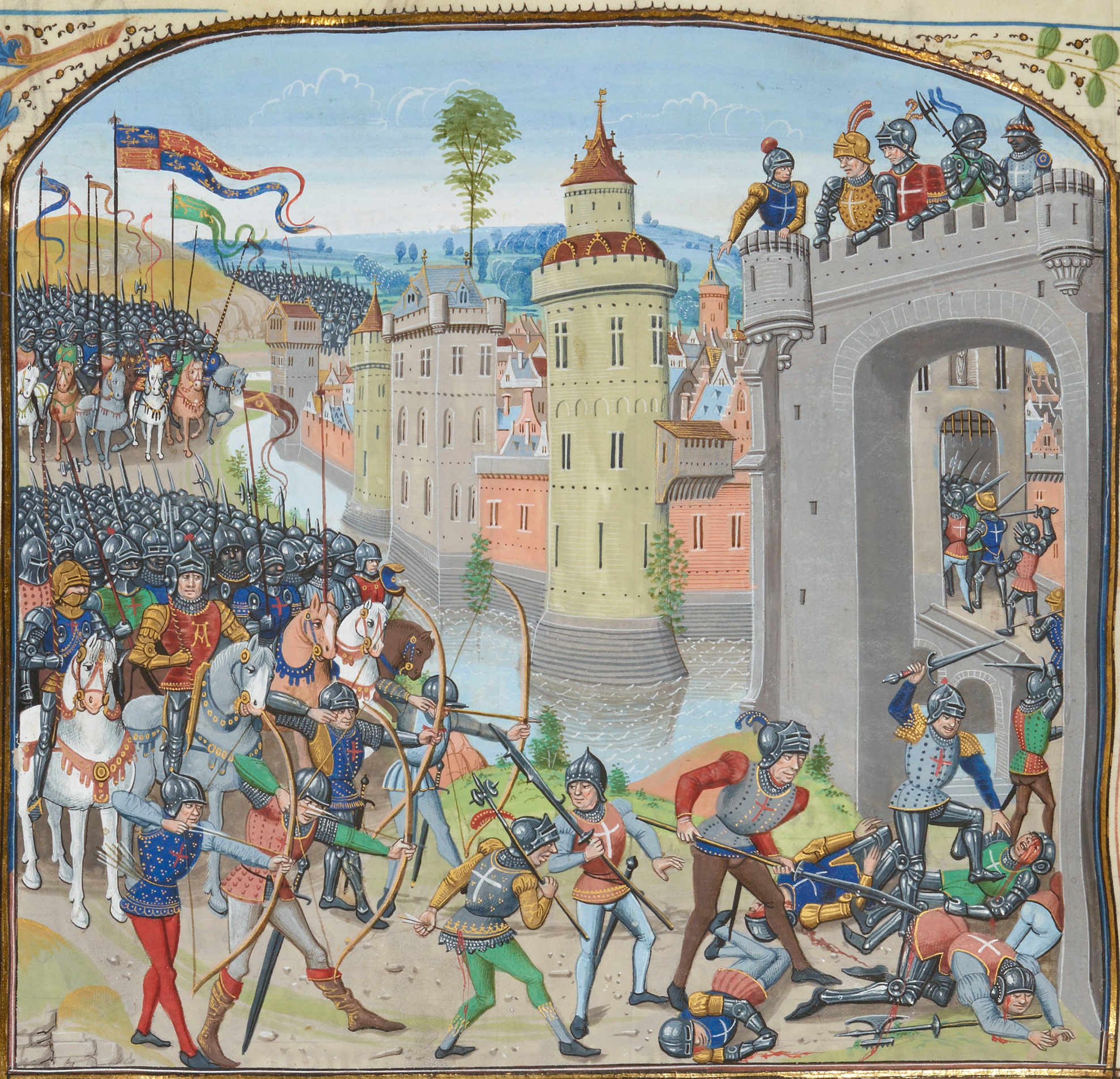
Buchmalerei in den Chroniques des Geschichtsschreibers Jean Froissart zur Eroberung von Caen

- 26. Juli: In der Schlacht von Caen erleiden die französischen Verteidiger eine vernichtende Niederlage. Anschließend erobern und plündern die englischen Truppen die Stadt.
- 24. August: Die Schlacht von Blanchetaque ist ein weiterer Sieg für Edwards Truppen, der ihm erlaubt, die Somme zu überqueren.
- 26. August: Die Franzosen unter Philipp VI. werden von den zahlenmäßig stark unterlegenen Engländern unter Edward III. in der Schlacht bei Crécy schwer geschlagen. Die englischen Bogenschützen sind mit ihren Langbogen den französischen Rittern überlegen. In dieser Schlacht stirbt Johann von Böhmen.

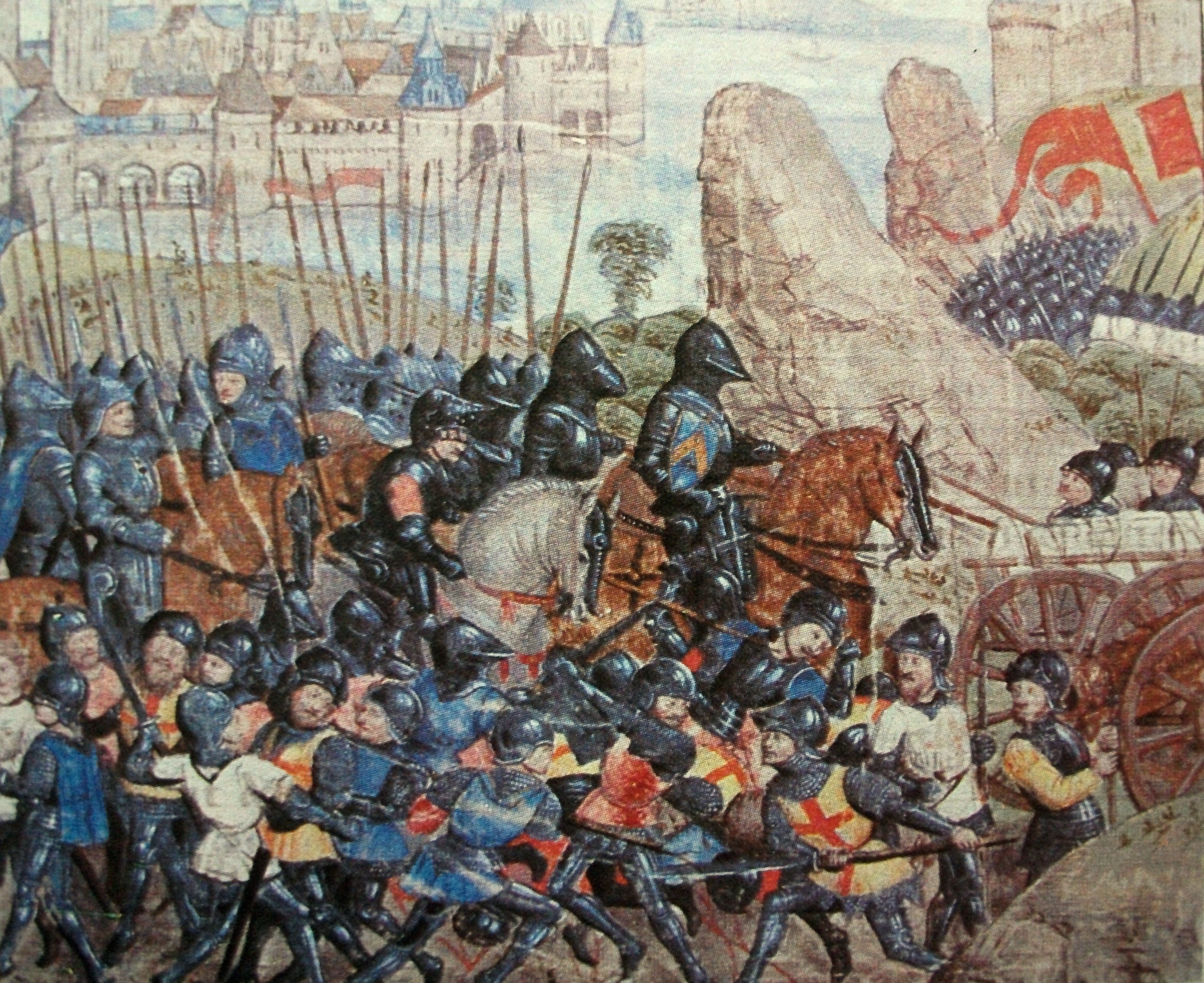
Belagerung von Calais 1346–1347

- 4. September: Nach ihrem Sieg belagern die englischen Truppen für elf Monate die Stadt Calais.

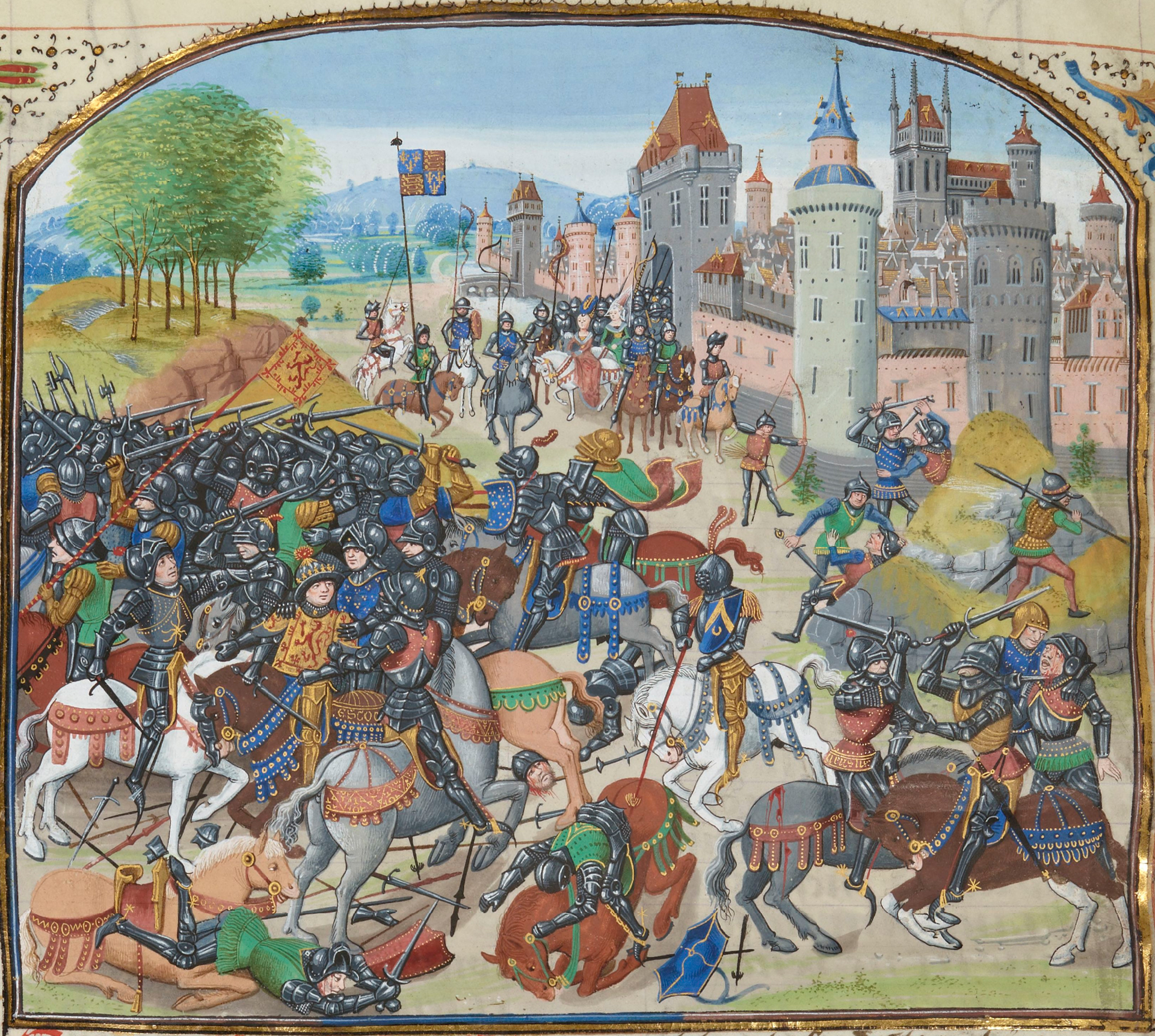
Buchmalerei in den Chroniques des Geschichtsschreibers Jean Froissart zur Schlacht von Neville’s Cross

- 17. Oktober: Englands König Edward III. nimmt in der Schlacht von Neville’s Cross den schottischen König David II. gefangen und lässt ihn im Tower of London einkerkern.

#### Nordeuropa
- König Waldemar IV. Atterdag von Dänemark verkauft Estland, das von Dänemark 1219 erobert wurde, an den Deutschen Orden.

#### Südeuropa
- 16. April: König Stefan Uroš IV. Dušan lässt sich zum „Kaiser Serbiens und des Römerreichs“ krönen. Da er mit dem Patriarchen von Konstantinopel in Fehde liegt, hat er dazu vorher in einem Konzil den Erzbischof von Peć zum Patriarchen von Serbien erheben lassen.
- 21. Dezember: Venezianische Truppen marschieren in die kroatisch-ungarischen Küstenstadt Zadar ein und übernehmen die Herrschaft nach der langen Belagerung (seit dem 12. August 1345)

### Wissenschaft und Technik
- Papst Clemens VI. genehmigt die Universität Valladolid.

### Gesellschaft

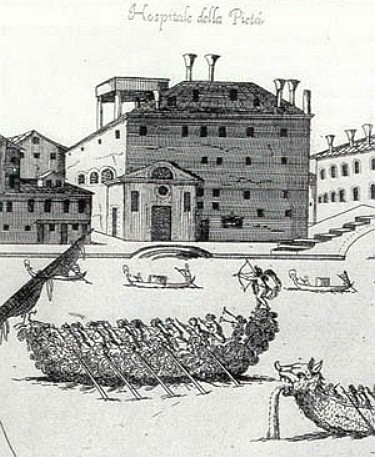
Ospedale della Pietà

- In Venedig wird das Ospedale della Pietà als Waisenhaus und Hospiz für ledige Mütter mit Säuglingen gegründet.

### Religion
- Der Grundstein für das Kloster Vadstena in Östergötland in Schweden wird gelegt.

### Katastrophen
- Die seit 1331 wütende Pestpandemie erreicht Astrachan.

## Geboren

### Genaues Geburtsdatum unbekannt
- Albrecht von Wernigerode, Bischof von Halberstadt († 1419)
- Anna von der Pfalz, Herzogin von Berg († 1415)
- Dorje Lingpa, Person des tibetischen Buddhismus († 1405)
- Richard FitzAlan, englischer Adeliger und Militärführer († 1397)
- Johann I., Herzog von Lothringen († 1390)
- Otto V., Herzog von (Ober-)Bayern sowie Kurfürst und Markgraf von Brandenburg († 1379)
- Philipp I., Pfalzgraf und Herzog von Burgund, Graf von Artois († 1361)
- Jakob Twinger von Königshofen, Straßburger Geschichtsschreiber († 1420)

### Geboren um 1346
- Eleanor Maltravers, englische Adelige († 1405)

## Gestorben

### Erstes Halbjahr
- 8. Januar: Lucy Thwing, englische Adelige (* 1278)
- 1. Februar: Pål Bårdsson, Erzbischof von Nidaros (* um 1280)
- 1. Februar: Friedrich Ritzendorfer, Abt des Benediktinerstiftes Kremsmünster
- 20. Februar: Gilbert Talbot, englischer Adeliger (* 1276)
- 9. April: Ralph Ufford, englischer Ritter und königlicher Justiciar of Ireland
- 15. Mai: Heinrich I., Herr von Fürstenberg und Jauer, Herzog von Schweidnitz und Herzog von Jauer (* um 1294)
- 9. Juni: Heinrich von Zipplingen, Ratgeber und Sekretär von Kaiser Ludwig dem Baiern

### Zweites Halbjahr
- 18. Juli: Ludwig von Braunschweig-Lüneburg, Bischof von Minden (* um 1300)
- 10. August: Philippe von Burgund, Graf von Auvergne und Boulogne (* 1323)
- 25. August: Rudolf, Herzog von Lothringen (* um 1320)
- 26. August: Heinrich II. von Rosenberg, böhmischer Adeliger (* um 1320)
- 26. August: Heinrich IV., Graf von Vaudémont
- 26. August: Johann, König von Böhmen und Erbkönig von Polen (* 1296)
- 26. August: Johann V., Graf von Roucy, Braine und Rochefort sowie Herr von Pierrepont
- 26. August: Ludwig I., Graf von Blois und Dunois
- 26. August: Ludwig I., Graf von Flandern, Graf von Nevers und Rethel, Baron von Donzy (* um 1304)
- 26. August: Karl von Valois, Graf von Alençon und Le Perche (* um 1297)
- August: Heinrich III. von Stein, Gegenbischof von Regensburg und Fürstbischof von Regensburg
- 20. September: Catherine de Valois-Courtenay, Titularkaiserin von Konstantinopel und Regentin des Fürstentums Achaia, Fürstin von Tarent (* 1301)
- 23. September: Ulrich II., Herr von Hanau (* 1280/1288)
- 17. Oktober: Maurice Moray, 1. Earl of Strathearn, schottischer Adeliger (* um 1290)
- 17. Oktober: John Randolph, 3. Earl of Moray, schottischer Adeliger und zeitweise Mitregent (* 1306)
- 27. November: Gregor vom Sinai, byzantinischer Mönch (* 1255)
- 29. November: Agnes, Herrin von Hanau (* vor 1295)

### Genaues Todesdatum unbekannt
- Abu Bakr II., Kalif der Hafsiden in Ifriqiya
- Bernhard, Graf von Ravensberg
- Heinrich von Bokholt, Ratsherr von Lübeck
- Enguerrand VI. de Coucy, Herr von Coucy, Marle, La Fère, Oisy und Montmirail (* 1313)
- Giorgi V., König von Georgien (* um 1286)
- Gerhard von Oßweiler, Ritter und Ortsherr auf Burg Wedersweiler
- Hélion de Villeneuve, Großmeister des Johanniterordens (* um 1270)
- al-Kamil Schaban I., Sultan der Mamluken in Ägypten (* um 1328)
- Mathilde von Bayern, Markgräfin von Meißen (* 1313)
- Loretta, Gräfin von Sponheim (* 1300)